# دانشگاه علوم پزشکی فاطمیه قم
دانشگاه علوم پزشکی فاطمیه قم یک دانشگاه غیردولتی و تک جنسیتی (دخترانه) بود که سال ۱۳۷۰ هجری خورشیدی تأسیس و سال ۱۳۸۱ هجری خورشیدی به دستور وزیر بهداشت وقت منحل شد. اما فرایند انحلال تا سال ۱۳۸۳ به طول انجامید.

## هیئت مؤسس
- محمد یزدی
- محمدعلی شرعی
- ابوالفضل عباسی
- حسن صبوری
- محسن رفیق‌دوست
- محمدکریم شهرزاد[۱]

## دوران فعالیت
پذیرش دانشجو از طریق کنکور سراسری و به شیوه نیمه متمرکز از نیمسال دوم تحصیلی ۷۲–۱۳۷۱ (بهمن ۷۱) آغاز شد. در چند سال اول فقط در رشته پزشکی دانشجو پذیرش می‌شد اما سپس به تدریج در رشته‌های پرستاری، مامایی، هوشبری و شنوایی سنجی هم پذیرش انجام شد. آخرین دوره پذیرش دانشجو سال ۱۳۷۹ بود.

## رؤسا
- طاهره لباف: اولین رئیس از ابتدای تأسیس (۱۳۷۰) تا سال ۱۳۷۹ که با اعتراض دانشجویان برکنار شد
- محمدرضا فرتوک‌زاده: دومین و آخرین رئیس از سال ۱۳۷۹ تا زمان انحلال دانشگاه (۱۳۸۳)

## بیمارستان‌های آموزشی

### بیمارستان شهیدبهشتی قم
بزرگ‌ترین مرکز درمانی استان قم، در تاریخ ۱۳۶۶/۱۲/۲۵ تأسیس و شروع به کار نموده و تا آبان ماه سال ۱۳۶۸ تحت نظر شبکه بهداشت فعالیت می‌کرد.
بیمارستان در شهریور ماه سال ۱۳۷۴ به دانشگاه علوم پزشکی فاطمیه تحویل ولی در اواخر سال ۱۳۸۰ تعطیل شد. پس از دو سال مجمع تشخیص مصلحت نظام بیمارستان را به دولت واگذار کرده و سرانجام در سال ۱۳۸۴ پس از ۴ سال به دانشگاه علوم پزشکی قم تحویل گردید.

## نشریات و مجلات
- پیک کوثر: ماهنامه خبری، فرهنگی، اجتماعی به سردبیری الهام زینالی‌بقا[۵]
- عصمت: فصلنامه به سردبیری مرضیه توکل[۶]

## اعتصاب و انحلال
از ابتدای زمستان سال ۱۳۷۸ اعتراضاتی نسبت به کیفیت آموزشی دوره بالینی آغاز شد. با ادامه‌دار شدن دامنه اعتراضات (تحصن دانشجویان مقابل وزارت بهداشت در دی ماه ۷۸ و شورای عالی انقلاب فرهنگی در اسفند همان سال و دو بار تصرف دانشگاه توسط دانشجویان معترض در بهمن ۷۸ و خرداد ۱۳۷۹)، که منجر به تعلیق ترم دوم (بهاره) سال تحصیلی ۷۹–۱۳۷۸ شد، رئیس دانشگاه تغییر کرد و دانشجویان دوره‌های بالینی به تدریج از تیرماه ۱۳۷۹ به عنوان مهمان به سایر دانشگاه‌های علوم پزشکی کشور فرستاده شدند. اغلب دانشجویان در دانشگاه‌های ذیل مورد پذیرش قرار گرفتند:
- دانشگاه علوم پزشکی بقیةالله
- دانشگاه علوم پزشکی ارتش
- دانشگاه علوم پزشکی کاشان
- دانشگاه علوم پزشکی قزوین

سپس پذیرش دانشجوی جدید متوقف شد و نهایتاً در آبان ۱۳۸۱ دانشگاه منحل شد اما تا سال ۱۳۸۳ با توجه به ادامه تحصیل دانشجویان قبلی به کار خود (بخش‌های اداری مثل انتخاب واحد و…) ادامه داد.
در حال حاضر ساختمان سابق دانشگاه به دانشکده فنی و مهندسی دانشگاه قم اختصاص یافته است.
تحصن دوم دانشجویان مقابل شورای عالی انقلاب فرهنگی که بیش از ۱۴ شبانه روز مداوم به طول انجامید در زمان خود به عنوان طولانی‌ترین تحصن مشابه خود شهرت یافت.
در شرایطی که هزینه های دانشگاه از سوی دولت تامین می شد و از سوی دیگر بیمارستان نیز به دانشگاه اختصاص داده شده بود و سود خاص و درآمدزایی خود را داشت به وسیله ارتباطاتی که برخی از روسای دانشگاه با وزارت صنایع وقت داشتند امتیاز کارخانه لاستیک دنا که متعلق به وزارت صنایع بود به این دانشگاه به عنوان پشتوانه مالی واگذار گردید. واگذاری کارخانه به قیمت بسیار پایین به هیات امنا و مدیریت جدید و افت کیفیت محصولات موجب شکل گیری اعتراضات کارگری شد. 
از سوی دیگر موسسین دانشگاه با ایده تخصصی شدن بیمارستان برای خانم ها پشتوانه های برخی از علمای وقت را داشتند. در نهایت تنش ها میان کارخانه و دانشگاه بالا گرفت و طرح مذکور شکست خورد.